# Patria AMV
Le Patria AMV (Armoured Modular Vehicle) est un véhicule blindé modulaire, amphibie, à roues commercialisé par la société finlandaise Patria depuis 2004

## Versions
Il se décline en différentes versions :
- transport de troupes et d'armes lourdes comme de mortiers de calibre 50 mm ou plus.

Il est alors équipé d'une mitrailleuse téléopérée de calibre 12,7 mm ou bien d'un canon de 25 mm.
La version AMX XP choisie par la Slovaquie en 2022 dispose d'une tourelle télécommandée Turra-30 fabriquée par la société slovaque EVPU. L'arme principale est un canon automatique de calibre 30 mm, complété par une mitrailleuse de 7,62 mm et des missiles antichars. La tourelle est également adaptée à la défense contre des cibles volant à basse altitude à des distances allant jusqu'à 2 500 m.
- mortier automoteur

Il peut alors être équipé d'un mortier simple de calibre 120 mm ou d'un mortier double de 90 mm 
NEMO [New Mortar]

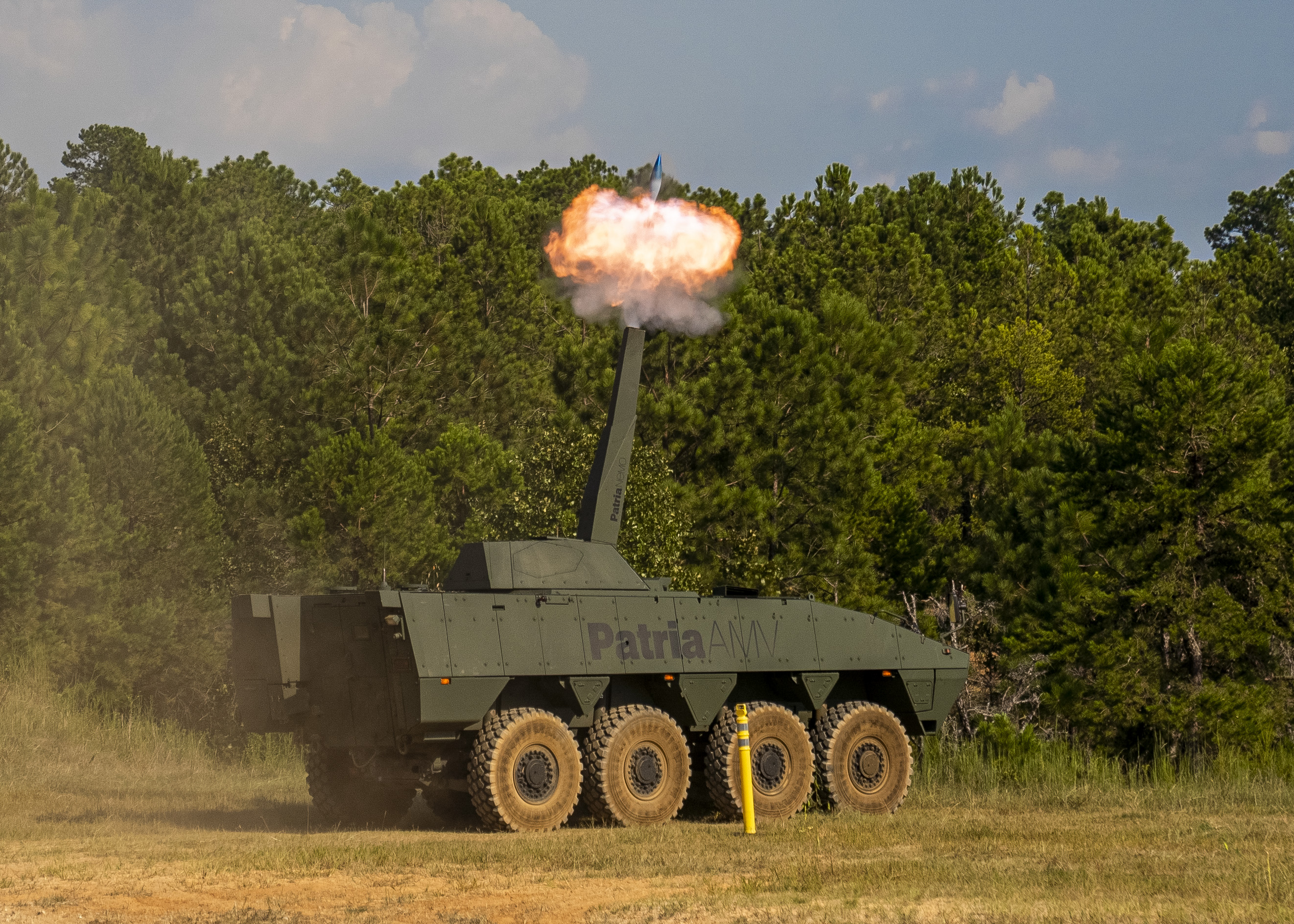
Patria NEMO

Équipé d'un mortier de calibre 120 mm sur tourelle, issu du programme CAVS [Common Armoured Vehicle System] lancé en 2020 par la Finlande et la Lettonie, rejoint par l'Allemagne en 2023 (qui choisit de commander 45 exemplaires de la version 6X6).
- chasseur de chars

Il est alors équipé d'un canon de calibre 105 ou 120 mm.
- MEDEVAC

Dépourvu d'armement, c'est une ambulance destinée à transporter les blessés vers un hôpital de campagne.
- plateforme C4I

Dépourvu d'armement

## Engagement opérationnel
Le KTO Rosomak, variante polonaise sous licence du Patria AMV, a été engagé pour la première fois en Afghanistan par l'armée polonaise dans le cadre de l'ISAF. Il a alors pu démontrer sa résistance : plusieurs véhicules ont été à diverses reprises frappés par des tirs de RPG-7 et par des IED sans être détruits.

## Pays utilisateurs
- Croatie
- Finlande
- Pologne
- Lettonie : 200 commandés le 30 août 2021[3]
- Afrique du Sud
- Émirats arabes unis
- Slovénie
- Slovaquie : Annonce le 31 août 2022 de l'achat de 76 AMV XP pour 447 millions d'euros. Livrables entre septembre 2023 et 2027[4]
- Suède
- Ukraine : la Pologne envoie 100 véhicules fabriqués sous licence en avril 2023[5]. 42 doivent être livrés par Lettonie fin 2025.
- Japon : fabrication sous licence par Japan Steel Works.